# Idioctis yerlata
Espèce
Idioctis yerlata est une espèce d'araignées mygalomorphes de la famille des Barychelidae.

## Distribution
Cette espèce est endémique du Queensland en Australie. Elle se rencontre vers le cap Tribulation.

## Description
La femelle holotype mesure 16 mm.

## Publication originale
- Churchill & Raven, 1992 : Systematics of the intertidal trapdoor spider genus Idioctis (Mygalomorphae: Barychelidae) in the western Pacific with a new genus from the northeast. Memoirs of the Queensland Museum, vol. 32, no 1, p. 9-30 (texte intégral).